# صوفي من أرتوا (1776-1783)
     لشخصية أخرى تحمل اسم صوفي من فرنسا، طالع صوفي من فرنسا (توضيح).

صوفي من أرتوا (بالفرنسية: Sophie de Artois)‏ (5 أغسطس 1776 - 5 ديسمبر 1783)؛ كانت عضوة من أسرة بوربون بكونها الابنة الكبرى والطفل الثاني ل شارل فيليب، كونت أرتوا وزوجته الأميرة ماريا تيريزا من سافوي.

## حياتها

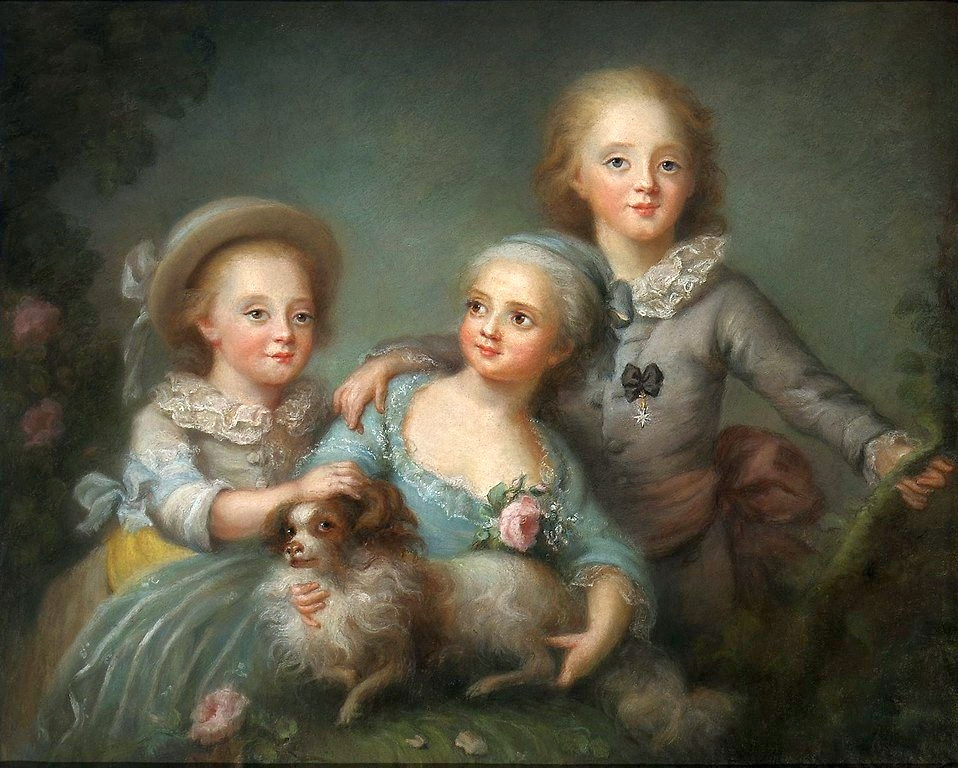
صوفي من أرتوا مع شقيقها الأكبر لويس أنطوان وشقيقها الأصغر شارل فيرديناند

ولدت صوفي من أرتوا في قصر فرساي في عهد عمها لويس السادس عشر. كان والداها شارل فيليب كونت أرتوا ، والأميرة ماريا تيريزا من سافوي ، الابنة الثالثة لفيتوريو أميديو الثالث ملك سردينيا وماريا أنطونيا فرناندا من إسبانيا.
كانت تُعرف باسم مادموزيل وهو أسلوب مرموق للغاية في الخطاب أُعطي لأكبر أميرة في بلاط فرساي. كانت صوفي تحمل أيضاً لقب مادموزيل أنغوليم و مادموزيل أرتوا على عكس لقب دوق أنغوليم والذي كان يحمله شقيقها لويس أنطوان من أرتوا. اشتقت أرتوا من أتباع والدها في مقاطعة أرتوا.
كان والدها ، ابن لويس، دوفين فرنسا ، يحمل رتبة حفيد فرنسا. أعلن لويس السادس عشر أن ابنة أخيه وأشقائها سيعتبرون أحفاداً لفرنسا ، على الرغم من أنهم لم يولدوا لملك فرنسا أو دوفين. سمحت رتبة حفيد هذه ، التي تبعت أطفال فرنسا مباشرة ، لصوفي باستخدام أسلوب صاحبة السمو الملكي ، لكنها كانت تُعرف دائماً باسم مادموزيل . توفيت صوفي في قصر فرساي في السابعة من عمرها. تم دفنها في كاتدرائية سان دوني الملكي خارج باريس، مكان الدفن لملوك بوربون.
توجد صور لصوفي وعائلتها في فرساي ، إحداها من إليزابيث لويز فيغ لوبرون الشهيرة.